# Зубинген (футбольный клуб)
«Зубинген» (англ. FC Subingen) — швейцарский футбольный клуб, расположенный в городе Зубинген. Клуб был основан 08 марта 1934 года. В настоящее время играет в Межрегиональной лиге Швейцарии по футболу.

## Достижения
Обладатель кубка Часов: 1997